# Капустин, Григорий Григорьевич

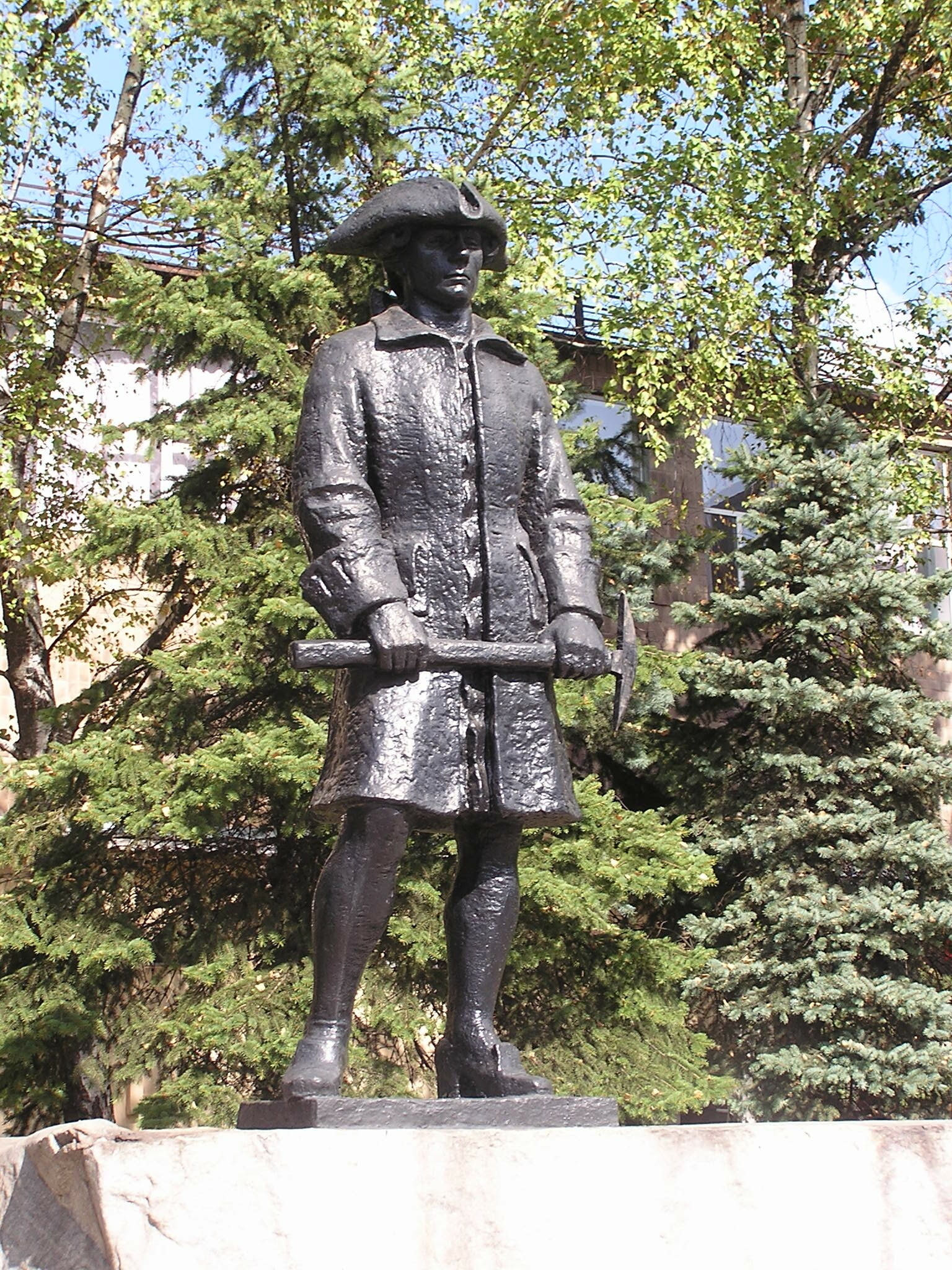
Памятник Капустину в Макеевке

Григо́рий Григо́рьевич Капу́стин (1680 — сер. XVIII века) — русский рудознатец (геолог). Традиционно, с именем Г. Г. Капустина связывают начало угледобычи и интенсивного промышленного освоения Донбасса.

## Биография
Родился в селе Даниловское (ныне — г. Данилов Ярославская область) в семье государственного крестьянина. 
Был выбран односельчанами (государственные крестьяне) сельским подьячим (канцелярским служащим). Семнадцать лет исполнял обязанности выборного подьячего, но в то же время, как геолог-самоучка, увлекался розыском руд и минералов вблизи родного села.
Узнав, что в Санкт-Петербурге существует команда горноразведчиков, руководимая В. М. Лодыгиным, Г. Г. Капустин обратился к нему с просьбой о зачислении в эту команду.
С разрешения правительствующего сената В. М. Лодыгин вызвал Г. Г. Капустина в Москву.
С 1715 по 1720 год вёл геологические изыскания в экспедициях на Север России: Устюжна-Железнопольский уезд, район у городов Бежецк, Ярославль, Вологда и Кострома.
Наибольшую известность получили его геологические экспедиции в район современного Донбасса в 1721-1725 годах, в результате которых было открыто и впервые подтверждено наличие там значительных запасов каменного угля.
Дата смерти Г. Г. Капустина не известна.

## Экспедиции

### Экспедиции на Север России
С 1715 по 1723 год Г. Г. Капустин вёл разведочные работы в различных губерниях и городах Севера России — в Устюжна-Железопольском уезде, возле Бежецка, Ярославля, Вологды и Костромы.
О результатах своих изысканий регулярно сообщал в Берг-коллегию. О одном из них Г. Г. Капустин направил своего рода экономическую записку о «производительности домниц» в Устюжне-Железопольской, в которой настаивал на расширении геологической разведки в районе Бежецка—Ярославля.
За свою работу Г. Г. Капустин неизменно получал самые лучшие аттестации и похвальные отзывы.

### Первая экспедиция в Донбасс
В 1721 году получил задание об изыскании железных и других руд в Воронежской губернии, которая охватывала в то время огромную территорию, включая часть нынешнего Донбасса.
После того, как Россия завоевала прочное положение в Прибалтике и на Азовском море, Пётр I решил развернуть поиски месторождений каменного угля на юге страны, поскольку бурно растущей металлургии требовалось всё больше топлива и была необходима скорейшая замена применявшегося тогда древесного угля.
В 1721 году по указу Петра I была организована первая государственная экспедиция по разведке недр Донецкого бассейна. Руководство ею было поручено подьячему Г. Г. Капустину. Осенью того же года он выехал в районы, расположенные по течению Дона и Северского Донца.
В конце 1721 года Г. Г. Капустин обнаружил вдоль течения реки Кундрючьей (приток Дона) месторождение каменного угля. В начале 1722 года возвратился в Москву.
После доклада об обнаружении на Дону угля («горюч-камня»), Петр I издал указ:

«На Дон, в Казачьи городки и в Оленьи горы, да в Воронежскую губернию, под село Белогорье, для копания каменного угля и руд, которые объявил подьячий Капустин, из Берг-коллегии послать нарочного, и в тех местах, того каменного уголья и руд в глубину копать сажени на три и больше и, накопав пуд по пяти, привезть в Берг-коллегию и опробовать. И в оном компании руд и уголья, о воспоможении к губернатору Измайлову послать указ».— Указ Петра I, 1722

### Вторая экспедиция в Донбасс
Во исполнение указа Петра I Г. Г. Капустин был вторично направлен на Дон в Казачьи городки (район современного станицы Кундрюченской Ростовской области и города Лисичанска Луганской области). Согласно заданию Берг-коллегии, ему было поручено:

«производя разведки, должен копать шурфы глубиною в 9 сажен и больше, и отбирать образцы, испытания которых должна производить в Москве Берг-коллегия».
Кроме того Г. Г. Капустин должен был собрать и привезти в Москву по пять пудов угля из каждого отрытого шурфа.
27 декабря 1722 он вновь выехал в Воронежскую губернию и на Дон.
В то время, когда Г. Г. Капустин уже находился на Дону, он получил дополнительное распоряжение разведать «земляное уголье» близ слободы Бахмут (ныне — город Бахмут Донецкой области), о залежах которого сообщили в Берг-Коллегию проживавшие там казаки Изюмского слободского полка.
Уголь, собранный Г. Г. Капустиным на р. Северский Донец, был направлен на пробу «кузнечному мастеру» голландцу Марку Рееру. Однако тот, испытав уголь, дал заключение, что он непригоден для отопления и производственных целей.

«Иноземец, кузнечный мастер, Марк Peep сказал: который де земляной уголь дан ему пробовать, который взят в Воронежской губернии в донских городках, сысканной доносителем подьячим Григорием Капустиным, И он Peep тот уголь пробовал и по пробе явилось, что от оного угля действа никакого не показалось, только оный уголь в огне трещит и только покраснее, а жару от него никакого и как вынешь из огня, будет черно как впервой, разве де в том месте где оный уголь бран, выкопать того места глубже и не будет ли лучше, каков годной голландской уголь».
Существуют основания полагать, что «кузнечный мастер» Марк Реер был связан с голландскими торговыми фирмами, выгодно торговавшими «годным голландским углём» и старавшимися воспрепятствовать развитию его добычи в России.
В результате Берг-Коллегия приняла решение не выдавать Г. Г. Капустину вознаграждение и вскоре он был ненадолго арестован по обвинению в «утаивании письма о злоупотреблениях уездных чиновников».
Однако Г. Г. Капустин не отступил, поскольку был убежден, что донецкий уголь превосходного качества и прекрасно подходит как для металлургических заводов, так и для кузнечных цехов. Он по своей инициативе и за свой счет отправил образцы донецкого уголя в г. Тулу на пробу к знаменитым мастерам кузнечного дела. Результаты сообщил Берг-коллегии в своём очередном донесении:

«3 каменного уголья, взятого в казачьем городке Быстрянске, и в Туле, и в Москве пробы чинили. Делали кузнецы тем каменным однем угольем топоры и подковы новые и они, кузнецы, то уголье похвалили и сказывали, что от него великой жар, а в Санкт-Питербурхе по пробе иноземцы подписались, что будто жару от них нет, знатно, не сущую пробу чинили».
Усилия Г. Г. Капустина были замечены Петром I, который высоко оценил обнаружение каменного угля на Дону и Северском Донце. 11 сентября 1723 года, находясь в доме Якова Брюсса, президента Берг-коллегии, он распорядился:

«Туда, где приискал подьячий Капустин уголья послать нарочных для осмотра и сыска каменного угля».

### Третья экспедиция в Донбасс
В конце 1723 года, по именному указу Петра I, Г. Г. Капустин должен был ещё раз отправиться на Дон, в те же Казачьи городки, где он побывал в 1721 году. Однако экспедиция для разведки донецких каменноугольных месторождений была отложена, поскольку включённый в неё иностранец, Самуил Ронталлер, отказался ехать зимой.
Через некоторое время был сформирован другой состав экспедиции, в который включили специально приглашённых английских «угольных мастеров». Правительство Великобритании неохотно давало разрешение на выезд в Россию опытным мастерам и разрешило поездку только малоквалифицированным авантюристам. Руководство экспедицией было возложено на англичанина Грегори Никсона, а распоряжение деньгами — на унтер-офицера А. Маслова.
Летом 1724 года вновь сформированная экспедиция выехала в Донбасс. Английские специалисты саботировали работу, отказывались применять разведочное бурение. В декабре 1724 года, один из них, Грегори Никсон, отправился в Бахмутский уезд, осмотрел месторождения каменного угля и донесением сообщил в Берг-коллегию:

«Оное уголье не такой доброты как те, которые мне в Москве показаны».
Однако, в районе Бахмута уже велись крупные разработки, каменного угля. В 1723 году управитель слободы Бахмут Никита Вепрейский и капитан Семен Чирков доносили, что в 25-ти верстах от Бахмута разрабатываются месторождения каменного угля:

«Оное уголье окопывано в горе по мере и длину 15 сажен в вышину 10 сажен и оное земляное уголье употребляеца ныне на Бахмутские соляные заводы, в казённые кузницы на латание солеваренных сковород и на прочие поделки».
Уже тогда на угольных разработках вблизи Бахмута работало 200 человек. Н. Вепрейский и С. Чирков просили прислать из центральной России ещё несколько сот человек для расширения работ по добыче угля.
Г. Г. Капустин добился назначения ревизии работ Грегори Никсона и его соотечественников. Влиятельный придворный Иван Телепаев по поручению Берг-коллегии проверил деятельность экспедиции, и убедился в справедливости замечаний Г. Г. Капустина. В результате, Петр I приказал отправить английских « угольных мастеров» обратно на родину.

### Завершение деятельности и её значение
Геологические изыскания Г. Г. Капустина были прерваны смертью Петра I в 1725 году. Императрица Екатерина I распорядилась «заметить» те места, где производились разведки и больше не организовывать экспедиций без её личного указания.
Разведка каменного угля, выполненная Г. Г. Капустиным на Дону, послужила отправной точкой для активного поиска угольных месторождений и мощным толчком для промышленного освоения Донбасса, ставшего через два с половиной столетия крупнейшим индустриальным центром России.

## Память
В 1960 году в Лисичанске возле центрального рынка установлен памятник Капустину (скульпторы А. П. Бирюков, Г. Г. Семёнов, В. Х. Федченко и И. М. Чумак).

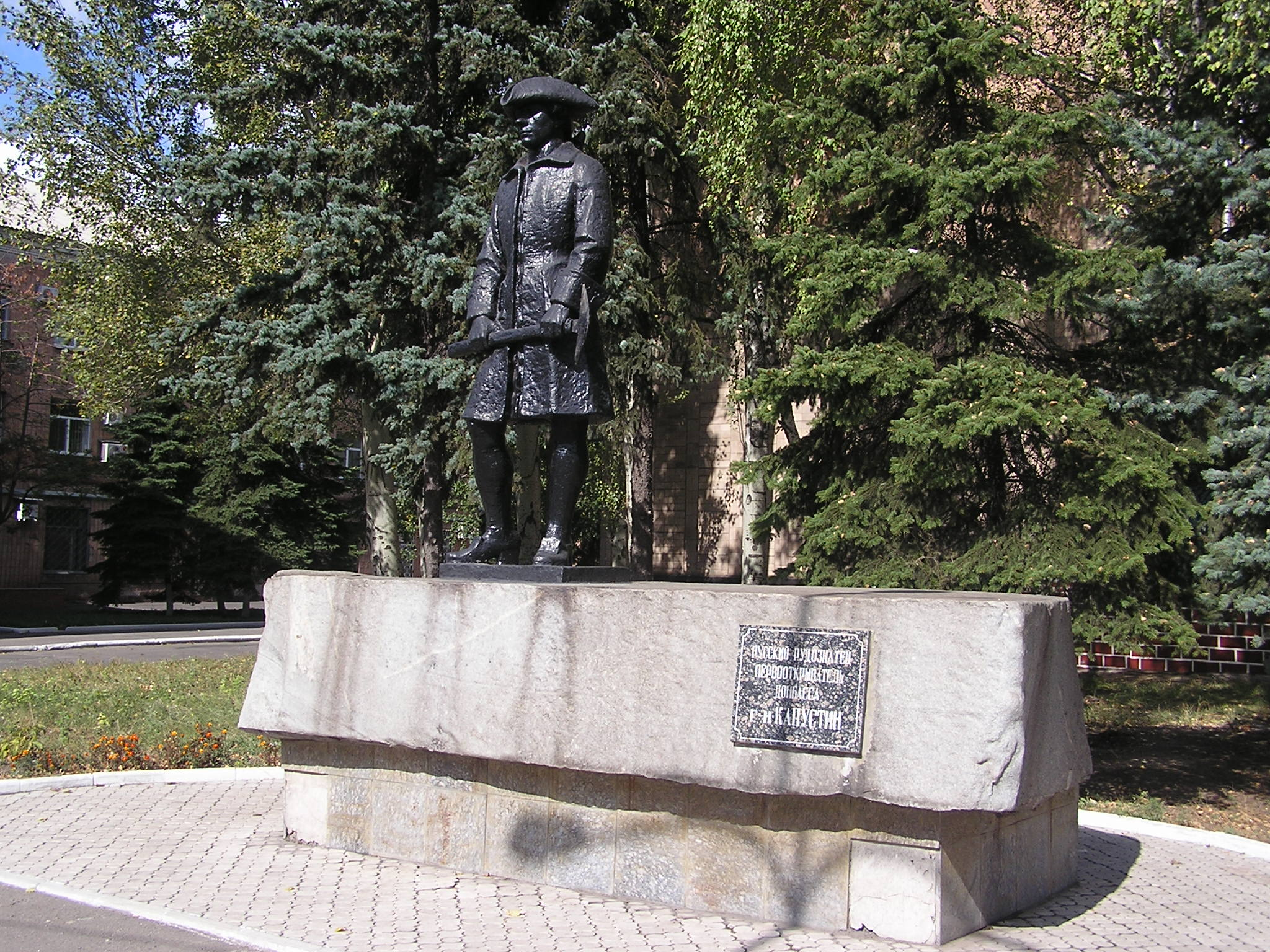
Памятник Г. Г. Капустину в Макеевке, 1983 (скульптор Ю. Седаль, архитектор В. Тишкин)

В 1983 году в Макеевке в честь Капустина назван парк и установлен памятник (скульптор Ю. Седаль, архитектор В. Тишкин). Изначально он был установлен на Советской площади, напротив Макеевского городского совета. В начале 2000-х годов был перенесён на улицу Плеханова, где и находится в настоящее время (между проспектом Ленина и улицей Островского).
Именем Г. Г. Капустина названа шахта в Лисичанске.
Именем Капустина названы улицы в городах Донецк, Шахтёрск, Горловка, Торез, Ростов-на-Дону и Сальск.